# Anisozyga iridescens
Anisozyga iridescens là một loài bướm đêm trong họ Geometridae.